# Boekel (Noord-Brabant)
Boekel ist eine niederländische Gemeinde im Süden des Landes in der Provinz Noord-Brabant.
Die Stadt Uden liegt 8 Kilometer nördlich, Veghel 9 km westlich, Helmond 14 km südlich, Eindhoven 22 km südwestlich, ’s-Hertogenbosch 26 km nordwestlich und Amsterdam 95 km nordwestlich (alle Angaben in Luftlinie bis zum jeweiligen Stadtzentrum).
Die nächsten Autobahnabfahrten befinden sich im Süden bei Someren an der A67 (E34), im Osten bei Boxmeer an der A73 (teilweise E31) und im Westen bei Best, Boxtel und ’s-Hertogenbosch an der A2 (E25).
In Helmond, Deurne, Eindhoven, Best, Venray und Boxmeer befinden sich die nächsten Bahnstationen.
Eindhoven Airport ist der nächstgelegene Flughafen, der größtenteils Linienflüge ins europäische Ausland anbietet sowie in den Sommermonaten auch Charterflüge zu außereuropäischen Ferienzielen. Der Flughafen Amsterdam ist der nächstgelegene internationale Flughafen.

## Politik
Die Democratisch Onafhankelijke Partij konnte im Vergleich zur Kommunalwahl 2018 ihren Stimmanteil um fast 13 Prozentpunkte verbessern und die Wahl am 16. März 2022 für sich entscheiden. Zwischen 2018 und 2022 formte die CDA gemeinsam mit Gemeenschapsbelang Venhorst-Boekel und der VVD eine Koalition.

### Gemeinderat
Der Gemeinderat wird seit 1982 folgendermaßen gebildet:
| Partei                               | Sitze | Sitze | Sitze | Sitze | Sitze | Sitze | Sitze | Sitze | Sitze | Sitze | Sitze |
| Partei                               | 1982  | 1986  | 1990  | 1994  | 1998  | 2002  | 2006  | 2010  | 2014  | 2018  | 2022  |
| ------------------------------------ | ----- | ----- | ----- | ----- | ----- | ----- | ----- | ----- | ----- | ----- | ----- |
| Democratisch Onafhankelijke Partij   | 2     | 2     | 3     | 2     | 2     | 2     | 4     | 3     | 4     | 3     | 5     |
| CDA                                  | –     | 5     | 5     | 5     | 5     | 4     | 4     | 3     | 4     | 7     | 4     |
| Gemeenschapsbelang Venhorst – Boekel | 1     | 3     | 3     | 3     | 2     | 3     | 3     | 3     | 4     | 4     | 4     |
| VVD                                  | –     | –     | –     | –     | –     | –     | –     | 2     | 2     | 1     | 2     |
| Boekel’s Welzijn                     | –     | 1     | 1     | 1     | 2     | 3     | 2     | 2     | 1     | –     | –     |
| Werknemersbelang                     | –     | 2     | 1     | 2     | 2     | 1     | –     | –     | –     | –     | –     |
| Lijst Donkers                        | 4     | –     | –     | –     | –     | –     | –     | –     | –     | –     | –     |
| Middengroep Werknemers Combinatie    | 3     | –     | –     | –     | –     | –     | –     | –     | –     | –     | –     |
| Lijst van den Hoven                  | 3     | –     | –     | –     | –     | –     | –     | –     | –     | –     | –     |
| Gesamt                               | 13    | 13    | 13    | 13    | 13    | 13    | 13    | 13    | 15    | 15    | 15    |

### Kollegium von Bürgermeister und Beigeordneten
Folgende Personen gehören zum College van burgemeester en wethouders der Gemeinde Boekel:
Bürgermeisterin
- Caroline van den Elsen (parteilos; Amtsantritt: 1. Juni 2021)[1]

Beigeordnete
- Marius Tielemans (CDA)
- Henri Willems (Gemeenschapsbelang Venhorst-Boekel)
- Martijn Buijsse (VVD)

Gemeindesekretär
- Jo Marcic

## Persönlichkeiten
- Leontien Zijlaard-van Moorsel (* 1970), Radrennfahrerin
- Mirella van Melis (* 1979), Radsportlerin, geboren im Ortsteil Venhorst
- Hannes van Asseldonk (* 1992), Rennfahrer